# Hala Tatran
Hala Tatran (dříve známá jako Bonver arena) je víceúčelová sportovní hala v Ostravě. Sídlí zde dva basketbalové kluby – ženský SBŠ Ostrava a mužský NH Ostrava, který zde hraje již od otevření haly v roce 1953. Hraje se zde také univerzitní basketbalová liga. Kapacita pro basketbal je 1 700 diváků. Pořádají se zde i koncerty s kapacitou 5 000 diváků.

## Historie

### Poválečné plány a výběr návrhu
Po druhé světové válce začala Ostrava plánovat výstavbu nové sportovní haly, která měla odpovídat potřebám rychle rostoucího průmyslového města. V úvahu připadalo více návrhů – například Vítkovické železárny přišly s projektem ocelové haly, nabízena byla i varianta betonové konstrukce. Městské vedení však stanovilo dvě podmínky: nízkou cenu a dokončení stavby do jednoho roku. Vzhledem k tomu, že se hala měla stavět na poddolovaném území nedaleko dolu Šalamoun a za objekty stálého cirkusu Beskyd, byly robustnější konstrukce vyřazeny.
Projekt Rudolfa Šajdka se ukázal jako nejvhodnější. Jeho návrh získal podporu především díky lehké a inovativní konstrukci, která lépe vyhovovala danému území. Výběr v tehdejší době neprobíhal formou soutěže – návrh vybral stavební referent a rada městského národního výboru jej následně schválila.

### Inspirace ze Švédska
Architekt Rudolf Šajdek čerpal inspiraci při zájezdu odborníků do Švédska na počátku 50. let. Zde jej zaujaly moderní dřevěné konstrukce hal, zejména voštinová nosná konstrukce střechy. Tento princip proměnil v návrh ostravské haly, kterou po návratu do vlasti navrhl jako víceúčelový prostor bez vnitřních sloupů. Tím navázal na dřívější experimenty Jiřího Krohy s dřevěnými lamelovými konstrukcemi – například na Výstavě jižních Čech v roce 1949. Na rozdíl od dočasných výstavních pavilonů však Šajdek navrhl řešení pro trvalé využití, čímž se jeho návrh stal význačným příkladem modernistické sportovní architektury.

### Stavba
Stavba začala na podzim roku 1952. Realizací byl pověřen podnik Stavomontáže pod vedením J. Gajovského – zástupce rodiny, která za Rakouska-Uherska a první republiky vlastnila jednu z největších stavebních firem v Ostravě. Mezi jejich realizace patří i nedaleká funkcionalistická hasičská zbrojnice.
Výstavba probíhala částečně brigádnicky – sportovci a dobrovolníci zde zdarma odpracovali přes 5000 hodin. Termín byl napjatý a řemeslníci dokončovali ochozy pro diváky ještě ve chvíli, kdy se před halou shromažďoval dav prvních návštěvníků.

### Slavnostní otevření
Hala byla slavnostně otevřena 28. října 1953. V duchu doby nechyběly projevy funkcionářů, hymna a znělka pětiletky. Přítomni byli vedoucí tajemník KV KSČ Václav Kolář i jeho zástupce Oldřich Černík (pozdější představitel pražského jara). Po slavnostním ceremoniálu následoval volejbalový zápas mezi Baníkem Ostrava a Tatranem Valašské Meziříčí, který domácí vyhráli. Hned následující den se v hale konala velká estráda a hala začala sloužit i jako místo kulturních událostí.
V té době šlo o skutečně výjimečný projekt. Střešní konstrukce byla považována za technickou novinku – dřevěná lamelová síť tvořená z krátkých fošen vytvořila valenou klenbu bez potřeby jakéhokoli podpůrného sloupu. Vzbudila zájem i mezi stavebními odborníky z jiných částí republiky.

### Architektura avýznam
Hala má obdélníkový půdorys a nenápadné hlavní průčelí. Její síla však spočívá v působivém vnitřním prostoru. Zaklenutí tvořené lamelovou dřevěnou konstrukcí je nejen konstrukčně důmyslné, ale i vizuálně působivé. Z hlediska architektonické hodnoty se jedná o výjimečný příklad modernistické sportovní stavby, která by si podle odborníků zasloužila památkovou ochranu.
Na přelomu tisíciletí byla zvažována i demolice haly, podobně jako v případě zimního stadionu Josefa Kotase. Nakonec ale bylo rozhodnuto o jejím zachování z důvodu absence adekvátní náhrady. Přístup k hale byl později rozšířen novým podchodem od železniční zastávky Stodolní a připraveno bylo i nové parkoviště.

### Proměny názvu asoučasná identita
Hala nesla v průběhu let několik jmen, která odrážela nejen dobové souvislosti, ale i aktuální provozovatele či sponzory. Po svém otevření v roce 1953 byla pojmenována hala Tatran, a právě tento název se dodnes nejvíce vžil v paměti starších Ostravanů. V pozdějších letech nesla jména Bonver aréna nebo Čas Aréna podle názvu sponzorských firem.

## Současnost

### Demolice kvůli prodloužení Místecké ulice
Město Ostrava plánuje demolici haly Tatran v souvislosti s projektem prodloužení a zahloubení čtyřproudé komunikace ulice Místecké. Cílem je dokončit stavební práce do roku 2027 a zahájit demolici haly až po povolení ke stavbě nové haly pro míčové sporty.
Město získalo pozemky u OC Futurum (areál ČSAD Ostrava) na výstavbu nové haly pro míčové sporty s kapacitou nejméně 3 500 diváků. Náklady na projekt se odhadují okolo 800 mil. Kč bez DPH a financování se rozděluje mezi město, kraj, provozovatele a Národní sportovní agenturu. Stavba by měla začít v první polovině roku 2026 a trvat přibližně dva roky.
Demoliční projekt vyvolal kontroverze – část občanů a odborníků upozorňuje na unikátní architektonickou hodnotu haly a navrhuje její zachování a rekonstrukci. Primátor Jan Dohnal však argumentuje, že investice do stávající haly by přesáhly náklady na novou halu. Ta má být s prodloužením Místecké koordinována a začleněna do plánu strategických investic.

### Rozloučení muralem
V květnu 2025 klub NH Ostrava inicioval velkoplošný mural na čelní stěně haly. Graffiti od umělců Martina Gelnara a Jiřího Kučinského má symbolizovat poděkování fanouškům a hráčům, a zároveň upozornit, že se hala v horizontu několika let dočká demolice.